# Koninklijke Hoogovens

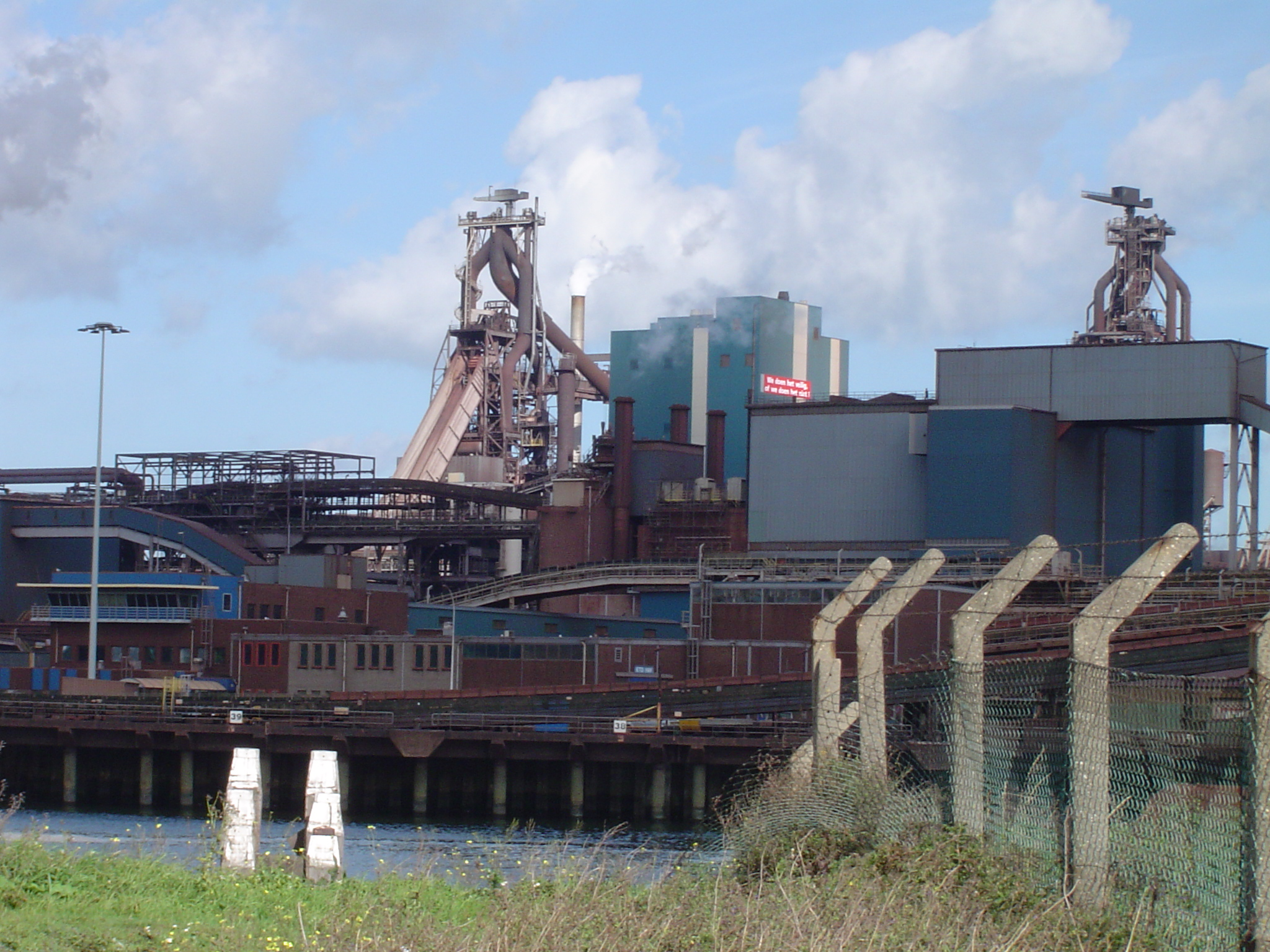
Hochöfen in IJmuiden

Die Koninklijke Nederlandse Hoogovens (= Königlich niederländische Hochöfen) war ein 1918 gegründetes niederländisches Stahlwerk, dessen Eigentümer der niederländische Staat, die Gemeinde Amsterdam, niederländische Unternehmen und private Investoren waren.
Hoogovens war eine an der niederländischen Börse in Amsterdam notierte Aktiengesellschaft. Während der Stahlkrise 1972 fusionierte Hoogovens mit der Hoesch AG in Dortmund zum Estel-Konzern. Bereits 1982 wurde diese Fusion wieder rückgängig gemacht.
Hoogovens verfügte in IJmuiden über zwei Hochöfen, ein Oxigenstahlwerk, Walzwerke, zwei Kokereien, die durch Hochseeschiffe kostengünstig beliefert werden konnten. Hoogovens konnte bis zu sieben Millionen Jahrestonnen Stahl herstellen. 1964 stieg Hoogovens durch die Gründung des Joint-Ventures Aldel in die Aluminiumproduktion ein. 1987 erweiterte Hoogovens durch den Erwerb der europäischen Aktivitäten der Firma Kaiser Aluminum ihre Produktpalette um Walzaluminium und stranggepresstes Aluminium. Produktionsstandort ist unter anderem Koblenz. 1999 fusionierte Hoogovens mit British Steel zu Corus mit Hauptsitz in London. Corus wiederum wurde 2007 von Tata Steel aufgekauft.

## Schachturnier
In der Schachwelt wurde das Unternehmen ab 1938 als Sponsor des jährlichen Hoogovens-Turniers in Beverwijk und ab 1967 in Wijk aan Zee bekannt, das als eines der am stärksten besetzten Schachturniere der Welt gilt.